# Porphyrinia wollastoni
Porphyrinia wollastoni är en fjärilsart som beskrevs av Rothschild 1901. Porphyrinia wollastoni ingår i släktet Porphyrinia och familjen nattflyn. Inga underarter finns listade i Catalogue of Life.